# Start Again
Start Again è un singolo del gruppo musicale statunitense OneRepublic, pubblicato il 16 maggio 2018.
Il singolo ha visto la collaborazione del rapper statunitense Logic.

## Descrizione
Nel mese di maggio 2018 il gruppo collabora con il rapper Logic per promuovere la seconda stagione della serie Netflix, 13 Reasons Why. Start Again è stato rilasciato come secondo brano promozionale della serie TV americana.
Il brano viene pubblicato ufficialmente in formato digitale il 18 maggio 2018.
Una nuova versione con il rapper italiano Vegas Jones viene pubblicata il 15 giugno 2018 per le radio italiane, mentre in formato digitale il 22 dello stesso mese in tutto il mondo.

## Video musicale
Sul canale Spotify il 5 giugno 2018 viene pubblicato un video esclusivo del singolo che prende immagini della serie e mescolate con la band capitanata da Ryan Tedder.
Sul canale VEVO il 22 giugno 2018 viene pubblicato il videoclip ufficiale. Nel video la band si ritrova in un prefabbricato isolato e pieno di crateri, fino ad essere sequestrati e portati fuori dando uno sguardo alla vita reale, cioè alla guerra mondiale.

## Tracce
Download digitale
1. Start Again – 2:45 (OneRepublic Feat. Logic)
2. Start Again (OneRepublic & Vegas Jones) – 2:45
3. Start Again (OneRepublic Version) – 2:55

## Formazione
- Ryan Tedder – voce
- Zach Filkins – chitarra acustica, cori
- Drew Brown – chitarra, cori
- Brent Kutzle – basso, cori
- Eddie Fisher – batteria

Altri musicisti
- Brian Willett – piano, cori
- Logic – voce
- Vegas Jones – voce

## Classifiche
| Classifica (2018) | Posizione più alta |
| ----------------- | ------------------ |
| Australia         | 67                 |
| Austria           | 72                 |
| Belgio (Fiandre)  | 10                 |
| Canada            | 94                 |
| Germania          | 87                 |
| Irlanda           | 52                 |
| Italia            | 35                 |
| Norvegia          | 36                 |
| Nuova Zelanda     | 44                 |
| Portogallo        | 48                 |
| Svizzera          | 53                 |